# Шевченківські дні
Шевченківські дні — дві дати, що підпадають на роковину народження і смерті Тараса Григоровича Шевченка. Щороку в Україні їх відзначають 9 та 10 березня. 9 березня 1814 - народження Тараса Шевченка, 10 березня 1861 — його смерть. 

## Історія
"Шевченківські дні"  відбувалися часто нелегально протягом майже 150 років, адже за панування царської Росії на офіційному рівні заборонялося святкувати навіть столітній ювілей Тараса Григоровича. Довгий час українцям доводилося або не відзначати це свято взагалі, або відзначати його таємно, нелегально. І тільки в березні 1918 року від уряду УНР "шевченківські дні" отримали статус національного свята і українці почали щороку його відзначати, вже абсолютно легально і законно. Згодом, за радянської влади шевченківські дні відзначалися відкриттям пам'ятників, та виданням збірок творів поета.
Зараз це свято офіційно відзначають щороку  9 та 10 березня, шануючи українського поета, прозаїка, етнографа, мислителя, живописця, гравера, громадського діяча, діяча українського національного руху і символа України.
У 2024 році Україна відзначила 210 річницю з дня народження великого українського поета.

## Святкування зараз
Як вже відомо, щороку 9 та 10 березня в Україні святкують "шевченківські дні". У ці дні українці вшановують пам'ять Тараса Григоровича Шевченка. В усіх закладах освіти проводяться виставки, години спілкування, конкурси малюнків за творами Кобзаря, конкурси на найкращих читачів творів Шевченка, випуски онлайн-гезет на тему свята й багато інших заходів на честь великого українського поета.
09 березня в Таврійській бібліотеці в теплій весняній атмосфері пройшло читацьке рандеву «Пророк єднання і свободи», присвячене дню народження Т.Г.Шевченка. Під час заходу бібліотекар розкрила багатогранність таланту Великого Кобзаря як поета й живописця.
Дітям цікаво було дізнатися про дитячі роки відомого поета, послухати музичні номери на вірші, які стали піснями. Учням було запропоновано розгадати кросворд і познайомитися з книгами про життя Тараса Шевченка, збірниками його прекрасних творів.
10 березня відбулася літературно-поетична година «Поезія Шевченка – то музики народної душа», на якій діти глибше познайомилися з життям та творчістю поета. Присутні дружно відповідали на питання літературної вікторини та розповідали вірші Великого Кобзаря.
Протягом цих днів в усіх закладах освіти Красилівської міської територіальної громади проводилися святкові заходи: огляд тематичних виставок у шкільних бібліотеках, години спілкування, конкурси малюнків за творами Великого Кобзаря, конкурси на кращих читців творів Шевченка, випуск тематичних онлайн-газет, Шевченківські уроки, лідерські читання «Шевченкове слово у серці живе», виготовлення лепбуків: «Ніби дотик історії: подих Кобзаревого життя», пізнавальні вікторину «Ми відкриваємо Шевченка», квест «Шевченко знаний і незнаний», перегляд відеороликів, приурочених річниці від дня народження Кобзаря тощо.